# Dienstgrade der Luftwaffe (1935–1945)
Die Dienstgrade der Luftwaffe waren ähnlich den Dienstgraden anderer Teilstreitkräfte der Wehrmacht  (1935–1945).

## Rangabzeichen
| Insignien                                                                              | Insignien                                                      | Insignien                      | Rangbezeichnung | Äquivalent      | Äquivalent      |               |               |               |               |
| Schulterstück                                                                          | Kragenspiegel                                                  | Rangabzeichen Sonderbekleidung | Rangbezeichnung |                 | NATO-Rangcode   |               |               |               |               |
| Generalsränge                                                                          | Generalsränge                                                  | Generalsränge                  | Generalsränge | Generalsränge   | Generalsränge   | Generalsränge | Generalsränge | Generalsränge | Generalsränge |
| -------------------------------------------------------------------------------------- | -------------------------------------------------------------- | ------------------------------ | --- | --------------- | --------------- | ------------- | ------------- | ------------- | ------------- |
|                                                                                        |                                                                | keine Sonderbekleidung         | Reichsmarschall | kein Äquivalent | kein Äquivalent |               |               |               |               |
|                                                                                        |                                                                |                                | Generalfeldmarschall | kein Äquivalent | OF-10 *         |               |               |               |               |
|                                                                                        |                                                                |                                | Generaloberst | General         | OF-9            |               |               |               |               |
|                                                                                        |                                                                |                                | Generale der Truppengattung: - General der Fallschirmtruppe - General der Flakartillerie - General der Flieger - General der Luftnachrichtentruppe - General der Luftwaffe | Generalleutnant | OF-8            |               |               |               |               |
|                                                                                        |                                                                |                                | Generalleutnant (Generalleutnant (Ing) Fliegeringenieurdienst) | Generalmajor    | OF-7            |               |               |               |               |
|                                                                                        |                                                                |                                | Generalmajor (Generalmajor (Ing) Fliegeringenieurdienst) | Brigadegeneral  | OF-6            |               |               |               |               |
| Offiziersränge                                                                         |                                                                |                                | |                 |                 |               |               |               |               |
|                                                                                        |                                                                |                                | Oberst im Generalstab (i. G.) (Flieger-Hauptstabsingenieur (Fl Hpt Stb Ing) Fliegeringenieurdienst)                                                                        | Oberst          | OF-5            |               |               |               |               |
|                                                                                        |                                                                |                                | Oberstleutnant (Flieger-Oberstabsingenieur (Fl Ob Stb Ing) Fliegeringenieurdienst)                                                                                         | Oberstleutnant  | OF-4            |               |               |               |               |
|                                                                                        |                                                                |                                | Major (Flieger-Stabsingenieur (Fl Stb Ing) Fliegeringenieurdienst) (Flieger-Stabsnautiker, Flieger-Nautikkorps)                                                            | Major           | OF-3            |               |               |               |               |
|                                                                                        |                                                                |                                | Hauptmann (Flieger-Hauptingenieur (Fl Hpt Ing) Fliegeringenieurdienst) (Flieger-Hauptnautiker, Flieger-Nautikkorps)                                                        | Hauptmann       | OF-2            |               |               |               |               |
|                                                                                        |                                                                |                                | Oberleutnant (Flieger-Oberingenieur (Fl Ob Ing) Fliegeringenieurdienst) (Flieger-Obernautiker, Flieger-Nautikkorps)                                                        | Oberleutnant    | OF-1            |               |               |               |               |
|                                                                                        |                                                                |                                | Leutnant (Flieger-Ingenieur (Fl Ing) Fliegeringenieurdienst) | Leutnant        | OF-1            |               |               |               |               |
| Unteroffiziersränge und Offizieranwärter                                               |                                                                |                                | |                 |                 |               |               |               |               |
| wie StFw, dazu 10 mm doppelte Uffz-Tresse quer über das untere Ende der Schulterklappe | ObFähnr die Krageneinfassung mit Silberlitze statt Uffz-Tresse |                                | Fahnenjunker-Stabsfeldwebel | kein Äquivalent | OR-9 *          |               |               |               |               |
|                                                                                        | ObFähnr die Krageneinfassung mit Silberlitze statt Uffz-Tresse | Stabsfeldwebel                 | |                 | OR-9 *          |               |               |               |               |
| wie OFw, dazu 10 mm doppelte Uffz-Tresse quer über das untere Ende der Schulterklappe  | ObFähnr die Krageneinfassung mit Silberlitze statt Uffz-Tresse |                                | Fahnenjunker-Oberfeldwebel | Oberfähnrich    | OF-D            |               |               |               |               |
|                                                                                        | ObFähnr die Krageneinfassung mit Silberlitze statt Uffz-Tresse | Oberfeldwebel                  | Hauptfeldwebel | OR-8            |                 |               |               |               |               |
| wie Fw, dazu 10 mm doppelte Uffz-Tresse quer über das untere Ende der Schulterklappe   |                                                                |                                | Fahnenjunker-Feldwebel | Fähnrich        | OF-D            |               |               |               |               |
|                                                                                        | Feldwebel                                                      | Feldwebel                      | OR-7 |                 |                 |               |               |               |               |
|                                                                                        |                                                                |                                | Fahnenjunker-Unterfeldwebel | kein Äquivalent | OR-6            |               |               |               |               |
|                                                                                        | Unterfeldwebel                                                 | Stabsunteroffizier             | |                 | OR-6            |               |               |               |               |
| wie Uffz, dazu 10 mm doppelte Uffz-Tresse quer über das untere Ende der Schulterklappe |                                                                |                                | Fahnenjunker-Unteroffizier | Fahnenjunker    | Student Officer |               |               |               |               |
|                                                                                        | Unteroffizier                                                  | Unteroffizier                  | OR-5 |                 |                 |               |               |               |               |
| Mannschaften                                                                           |                                                                |                                | |                 |                 |               |               |               |               |
|                                                                                        |                                                                |                                | Stabsgefreiter | Stabsgefreiter  | OR-4            |               |               |               |               |
|                                                                                        |                                                                | Hauptgefreiter                 | Hauptgefreiter | OR-3            |                 |               |               |               |               |
|                                                                                        |                                                                | Obergefreiter                  | | OR-3            |                 |               |               |               |               |
|                                                                                        |                                                                | Gefreiter                      | Gefreiter | OR-2            |                 |               |               |               |               |
|                                                                                        | kein Rangabzeichen                                             | Flieger                        | Flieger | OR-1            |                 |               |               |               |               |

 *Anmerkung: OF/OR steht für englisch Officer/Other Ranks

## Waffenfarben
Die betreffende Waffen- bzw. Truppengattung, die Spezialtruppe oder die Verwendung waren durch die jeweils zugehörige Waffenfarbe der Kragenspiegel und der Aufnäher an der Sonderbekleidung gekennzeichnet.